# すいそ ふろんてぃあ
すいそ ふろんてぃあとは、川崎重工業が製造した世界初の液体水素運搬船である。

## 概要
日本政府とオーストラリア政府の支援を受け、ビクトリア州ラトロブバレー産褐炭を原料に水素を製造、日本に輸送する「未利用褐炭由来水素大規模海上輸送サプライチェーン構築実証事業」における実証船として建造された。
2020年東京オリンピック・パラリンピックにおいて水素を輸送・供給し、日本における水素エネルギーの活用イメージを世界にアピールする一環として、2017年に建造計画が本格的にスタートした。なお計画の遅れから、本船による同大会への水素輸送・供給は実現しなかった。
2019年（令和元年）12月11日進水。マイナス253℃に冷却し、体積が気体の800分の1となった液体水素（液化水素）を安全かつ大量に長距離海上輸送するための技術実証実験を行う。川崎重工は同船による液体水素輸送実証実験の結果をもとに、160,000立方メートル容量の大型液体水素運搬船の建造と商用輸送の確立を目指している。また同船は日本船舶海洋工学会のシップ・オブ・ザ・イヤー2021、および日刊工業新聞社主催の第51回日本産業技術大賞の内閣総理大臣賞に選ばれた。

## 主要目

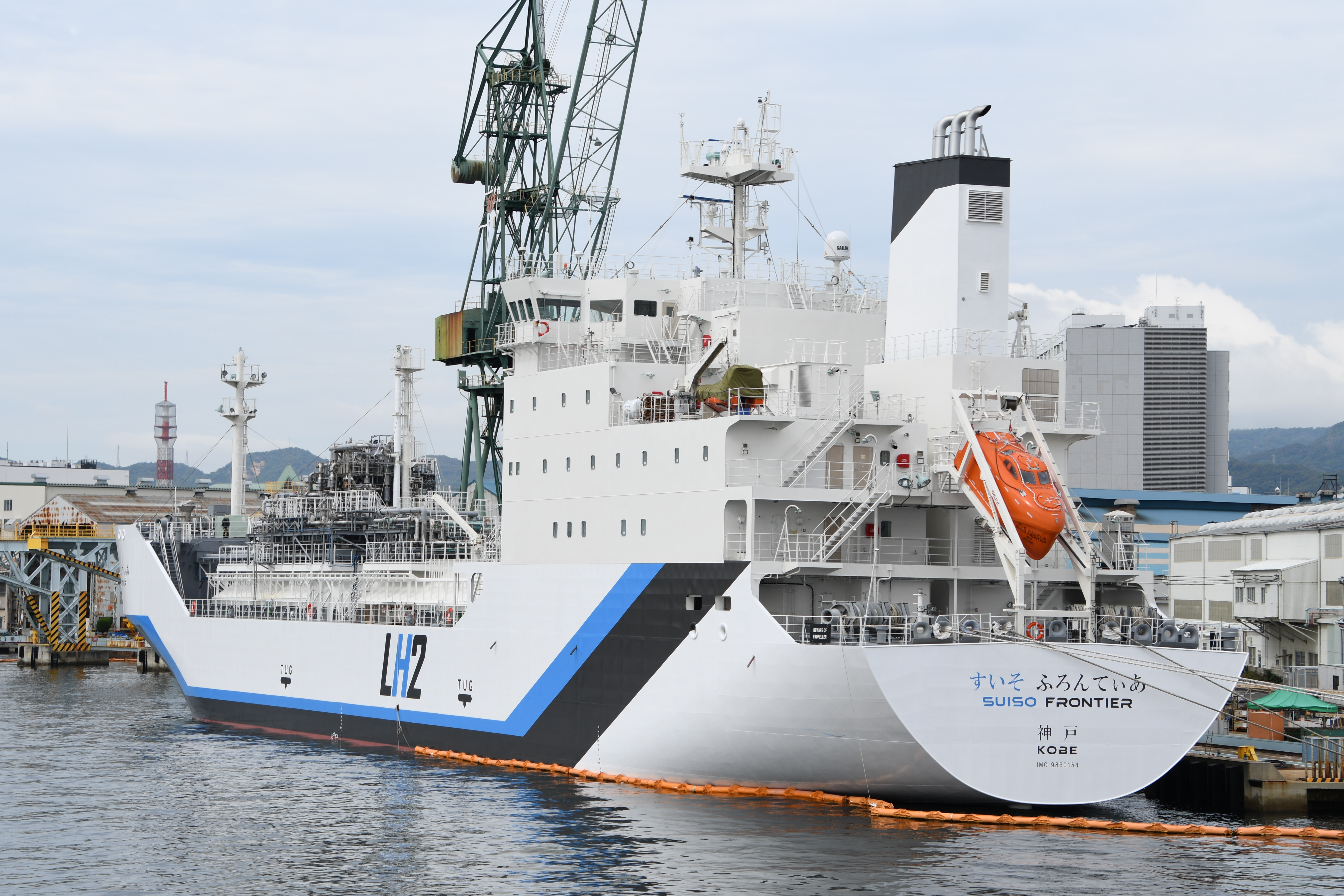
後方から

全長116.0メートル
長さ（垂線間長）109.0メートル
総トン数7,849トン
貨物槽容積1,253立方メートル
推進機関ディーゼル発電・電気推進
航海速力約13.0ノット
定員25名

## 経緯
- 1981年 「サンシャイン計画」の一環として、新エネルギー・産業技術総合開発機構（NEDO）の委託のもと神戸製鋼所、三菱化成（現・三菱化学）、日商岩井（現・双日）、出光興産、アジア石油（現・コスモ石油）の5社から構成される「日本褐炭液化」が、オーストラリア・ラトロブバレー産褐炭を利用した石油代替燃料の開発について研究する[10][11]。1993年度まで実施。
- 1993年 NEDOが水素利用国際クリーンエネルギーシステム技術（WE-NET）プロジェクトの第1期を開始。1998年度まで実施[12]。
- 1998年 NEDOが多目的石炭ガス製造技術開発（EAGLE）プロジェクトを開始。2009年度まで実施。
- 1999年 NEDOがWE-NETプロジェクトの第2期を開始。2004年度から2008年度までの期間で第3期、2009年度から第4期が予定されていたが[13]、2002年度で一旦終了し、「水素安全利用等基盤技術開発」プロジェクトに引き継がれた[14]。
- 2000年 「ニューサンシャイン計画」の一環として、経済産業省が石炭利用CO2回収型水素製造技術プロジェクトを開始。2007年度まで実施[15]。
- 2003年 NEDOが「水素安全利用等基盤技術開発」プロジェクトを開始。2007年度まで実施[16]。
- 2009年 オーストラリア政府とビクトリア州政府が二酸化炭素分離・回収・貯留ハブプロジェクト「カーボンネット」を開始[17][18]。
- 2014年 NEDOの「水素利用等先導研究開発事業」及び「水素社会構築技術開発事業」の各プロジェクトが開始[19][20]。
  - 2月24日 国土交通省海事局とオーストラリア海事安全局が、液体水素ばら積み船の安全基準に関して原則合意する[21]。
  - 3月6日 兵庫県神戸市長・久元喜造が、首相官邸で開かれた第9回経協インフラ戦略会議において都市インフラ輸出に関する神戸市の取り組みについてプレゼンを行う。この中で、「水素エネルギーを活用したスマートコミュニティ構想」として、オーストラリアの褐炭由来のCO2フリー水素を利用した事業展開のアイデアを提案・説明した[22][23][24]。
  - 4月14日 経済産業省の水素・燃料電池戦略協議会ワーキンググループの「水素の製造、輸送・貯蔵について」の中で、海外からの水素供給案の一つとして、オーストラリアの「カーボンネット」を利用したCO2フリー水素輸入が検討される[25]。
  - 5月16日 東京都の「第1回 水素社会の実現に向けた東京戦略会議」において、川崎重工の西村元彦水素プロジェクト部長（当時）が、「CO2フリー水素の導入をめざして」と題した発表の中で豪州の未利用褐炭を利用した水素生産・輸送について説明。将来的に大型水素運搬船を80隻就航・年間900万トンを輸送した場合、18円/Nm3[注釈 2]までコストを抑えられるとした[26]。
  - 9月26日 経済産業省の「水素・燃料電池戦略ロードマップ」に液化水素運搬船が盛り込まれる[27]。 また、NEDOの水素社会構築技術開発事業が開始される[28]。事業全体で2022年度までに103.6億円を計上。
- 2015年
  - 2月「NEDO 水素エネルギー白書」発行。こちらにも液化水素運搬船が盛り込まれる[29]。
  - 6月9日 NEDOの大規模水素エネルギー利用技術開発プロジェクトの一環として、未利用褐炭由来水素大規模海上輸送サプライチェーン構築実証事業が開始[30]。
- 2016年
  - 2月22日 技術研究組合 CO2フリー水素サプライチェーン推進機構（HySTRA）設立[31][32]。電源開発・シェルジャパン・岩谷産業・川崎重工業・丸紅・ENEOS・川崎汽船の7社から構成。
  - 9月 国際海事機関（IMO）第三回貨物運送小委員会にて液化水素運搬船の暫定的な安全要件が承認される[33]。
- 2017年1月11日 国土交通省海事局とオーストラリア海事安全局が液化水素タンカーの安全基準を確認。本船の建造プロジェクトが本格的に始動する[1][2]。2020年東京オリンピック・パラリンピックへの水素輸送・供給が予定される。
- 2018年 NEDOの「超高圧水素インフラ本格普及技術研究開発事業」開始。2022年度まで実施[34]。
- 2019年12月11日 「すいそ ふろんてぃあ」川崎重工業神戸工場で進水[3][35]。
- 2020年 2050年カーボンニュートラル目標に向け、政府がNEDOにグリーンイノベーション基金を造成する。大規模水素サプライチェーンの構築を含む計19事業に対し予算2兆円が計上された[36][37]。うち大規模水素サプライチェーンの構築への国費負担額は上限3,000億円と定められた[38]。NEDOが「燃料電池等利用の飛躍的拡大に向けた共通課題解決型産学官連携研究開発事業」を開始[39]。 
  - 3月7日 川崎重工播磨工場で海上輸送用液化水素タンクを搭載[40]。
  - 10月 海上公試を完了[41]。
- 2021年
  - 10月13日 約3週間の国内満載試験航海を完了する[42]。
  - 12月3日 日本海事協会から船級を取得[43]。
  - 12月24日 兵庫県神戸港の水素荷役実証ターミナル「Hy touch神戸」とオーストラリアのビクトリア州ヘイスティングス港間の長距離海上輸送実証試験を開始[44]。
- 2022年
  - 1月20日 ヘイスティングス港の液化水素積荷基地に到着する[45]。
  - 1月25日 ヘイスティングス港に係留中の「すいそ ふろんてぃあ」の船上で、ガス制御機器の故障により小規模な出火。煙突部より炎と思われる光と煙が数秒間見られたが、人的・物的被害はなかった[46][47]。インシデントの詳細については後述。
  - 1月28日 ヘイスティングス港を出港する[41]。
  - 2月25日 「Hy touch神戸」に帰港し、第1回長距離海上輸送実証試験航海を完了する[48]。
  - 4月10日 第2回日豪長距離海上輸送実証試験航海を開始[49]。
  - 4月22日 川崎重工が日本海事協会から160,000立方メートル型液化水素運搬船の基本設計承認を取得[50]。
  - 5月25日 第2回日豪長距離海上輸送実証試験航海を完了。
  - 6月20日  神戸市ポートアイランドの水素発電実証施設「水素CGS実証プラント」での水素発電に「すいそ ふろんてぃあ」でオーストラリアから輸送した水素を供給[51]。590kgの液化水素により約3時間の水素専焼発電を行い、5,520kWhを発電した[49]。
- 2023年
  - 3月8日 液化水素サプライチェーンの商用化実証について、それぞれ出荷地がビクトリア州ヘイスティングス地区、受け入れ地が川崎臨海部（神奈川県川崎市川崎区）と決定する[52]。
  - 6月6日 川崎重工が大型液化水素運搬船用貨物タンクの技術開発を完了[53]。
  - 6月19日 大型液化水素運搬船の建造・運用に向け、日豪間で新たな液化水素運送要件で合意[54]。
  - 12月11日 実証試験の結果、すいそ ふろんてぃあの液化水素貯蔵タンクのボイルオフ損失[注釈 3]が0.3%/日 、Hy touch神戸の液化水素貯蔵タンクが0.06%/日 と、それぞれ計画値を上回る性能であることが検証された[55][56]。
- 2024年
  - 9月6日 産業構造審議会 グリーンイノベーションプロジェクト部会 エネルギー構造転換分野ワーキンググループ会合にて、「水素調達を国内に計画変更したい」とされる[57]。
  - 12月13日 川崎重工が液化水素サプライチェーンの商用化実証について、実証に使用する水素を国産水素とすることを決定[58]。ビクトリア州の褐炭水素プロジェクトの大幅な遅れと費用超過に起因するもので[59][60]、川崎重工はこのビクトリア州の褐炭水素については今後も中長期での有力な水素供給候補地として検討していくとした。

## インシデント
2022年1月25日の夜、ヘイスティングス港に停泊中の同船でガス制御装置の故障が発生した。
オーストラリア運輸安全局の調査で、船の気化ガス燃焼装置の空気ファン排気ダンパーの駆動部にボルト数の異なる不適切な型の電磁弁が取り付けられていたため、運転中に弁が損傷したことが判明した。この故障によりファンのダンパーが閉じ、空気の流入不足によってガス燃焼装置内が過熱。内部の水素炎が不安定になり、排気塔から高さ1mの炎が出た。また、ガス燃焼装置の制御システムにはこのような運転中の予期せぬ弁の閉鎖を検出する機能が備わっておらず、自動安全制御が効果的でなかったことも判明した。
排気塔からの炎を見た船員からの無線、及び排気温度上昇アラームを受け、三等航海士がガス燃焼装置への水素供給バルブを閉じ、迅速にガス燃焼装置をシャットダウンした。火災の被害はなかった。当時船にはインド人、クロアチア人、イギリス人、フィリピン人、合わせて24人の乗組員が乗っていたが、いずれも怪我はなかった。
オーストラリア運輸安全局はこの事象について重大インシデントと認定した。

## 褐炭由来水素利用について
未利用褐炭由来水素大規模海上輸送について、オーストラリアから輸送する水素は褐炭由来を予定しており、褐炭のガス化の副産物として発生する二酸化炭素の処理については、水素輸送の本格的事業化の暁には地下貯留を想定している。このことについて、二酸化炭素排出量の面から見ると、石油燃料や天然ガスよりむしろ排出量は多いという批判を受けている。
なお一度目の日豪往復試験航海について、オーストラリアで積載した水素の全体量、及び航海期間中のボイルオフ損失を差し引いた、日本に輸送できた水素の実容量については公式な発表はなかったが、オーストラリアの現地報道ではすいそ ふろんてぃあに積載した液体水素は2.6トンで、うち褐炭由来は1トンのみであり、残りの1.6トンについてはプロジェクトパートナー企業のCoregas社が提供した天然ガス由来のものであるとしている。

## 大型液化水素運搬船実用化への課題
2022年、川崎重工業の本井達哉執行役員（船舶海洋ディビジョン副ディビジョン長）は、（現在は約100円/Nm3である）水素の供給コストを2030年までに30円/Nm3にすることを目標とし、更に供給拡大によって2050年には20円/Nm3までコストを低減させることが可能だとした。同役員は「LNG（2022年時点で約13.3円/Nm3）や石油と同じレベルまでコストを下げることが可能だと考えている」と語っている。またNEDOのグリーンイノベーション基金における経済産業省発行資料でも同様の目標を掲げている。
しかし、水素は重量あたりエネルギー量には優れるものの体積あたりのエネルギー量は少なく、天然ガスや石油と比較すると軽くてかさばる燃料である。このため大型輸送船によって供給を拡大してコストを低減し、気体の単位体積あたり価格が天然ガスに近づいたとしても、単位エネルギーあたりのコストでは依然として天然ガスの数倍になるという指摘がある。
水素のエネルギー密度は天然ガスの約4割であるため、水素の単位エネルギーあたりコストを天然ガスと同等にするためには、理論上約5.3円/Nm3までコストを下げることが必要となる。
川崎重工はこのコスト問題について、水素供給でも電気料金や水道料金のように総括原価方式を導入し、経済産業省の「水素政策小委員会」が現在検討中の、炭素税を財源とした天然ガスと水素の価格のギャップを埋める値差支援策（補助金）でカバーすることを想定している。また経済産業省では2023年12月に、脱炭素・経済成長・エネルギー安定供給の3つを目指すGX（グリーントランスフォーメーション）実現に向けた分野別投資戦略において、水素と天然ガスなど既存燃料との価格差を補う支援として15年間で3兆円規模を投じることを決定した。

## 日本および海外におけるその他の洋上水素輸送の動向
NEDOでは本船の未利用褐炭由来水素大規模海上輸送サプライチェーン構築実証事業のほかに、次世代水素エネルギーチェーン技術研究組合とともに、トルエンを水素キャリアとして、有機化合物のかたちで水素を輸送する「有機ケミカルハイドライド法」を用いた国際間水素サプライチェーン構築の実証実験を行った。
海外では、韓国の現代自動車グループの韓国造船海洋エンジニアリングが大型液化水素運搬船の開発を目指しており、2020年に韓国船級協会およびリベリア国際船籍・会社登録業務会社のLISCRから設計基本承認を取得した。また西アフリカのオフショア企業であるGlobal Energy Venturesが、カナダの造船会社Capilano Maritime Designと連携し、2022年から圧縮水素運搬船の開発プログラムを開始している。ノルウェーの海運・海洋開発企業ウィルヘルムセングループのTopekaでは、ゼロ・エミッション水素動力液体水素運搬船の開発を目指す。